# روكو بيليك
روكو بيليك (بالإنجليزية: Roko Belic)‏ هو مخرج وممثل أمريكي، ولد في 8 سبتمبر 1971.

## وصلات خارجية
- روكو بيليك على موقع IMDb (الإنجليزية)
- روكو بيليك على موقع ألو سيني (الفرنسية)
- روكو بيليك على موقع ميوزك برينز (الإنجليزية)
- روكو بيليك على موقع أول موفي (الإنجليزية)
- روكو بيليك على موقع قاعدة بيانات الفيلم (الإنجليزية)
- روكو بيليك على موقع كينوبويسك (الروسية)